# Armée du Rhin

L'Armata del Reno (in francese Armée du Rhin) venne costituita nel dicembre del 1791, con lo scopo di portare la rivoluzione francese negli stati tedeschi lungo il Reno. Durante il suo primo anno in azione (1792), sotto il comando di Adam Philippe de Custine, l'Armata del Reno partecipò a numerose vittorie, tra cui Magonza, Francoforte e Spira. Successivamente, l'armata subì diverse riorganizzazioni e si fuse con l'Armata della Mosella per formare l'Armata del Reno e della Mosella il 20 aprile 1795.

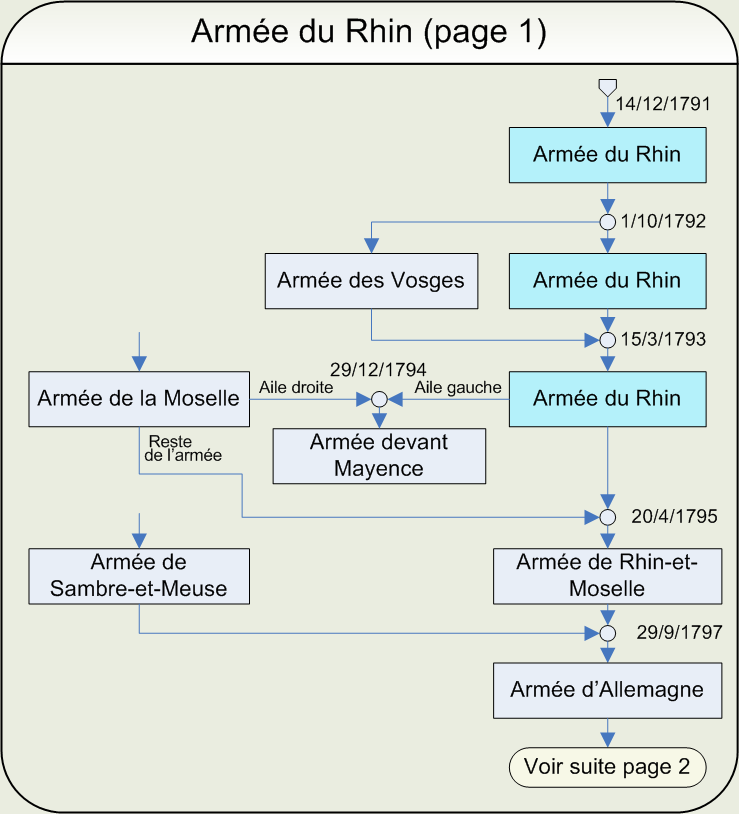
Organizzazione delle Armate Francesi, 1791–1793

## Guerre rivoluzionarie
L'Armata del Reno (Armée du Rhin) fu una delle principali armate rivoluzionarie francesi che operarono nel teatro della Renania, principalmente nella valle del Reno, dal 1791 al 1795. Alla sua creazione, l'Armata del Reno contava 88.390 uomini. Venne costituita il 14 dicembre 1791 per difendere la frontiera orientale della Francia insieme ad altre due armate, l'Armata del Nord e l'Armata del Centro (nome cambiato nell'ottobre 1792 in Armata della Mosella). Queste armate vennero suddivise, vennero arruolate forze fresche e crebbero gradualmente fino a quando, entro il 30 aprile 1793, undici armate circondavano la Francia tra la sua costa ed i suoi confini. Nel mese di ottobre 1792, una parte dell'armata venne utilizzata per formare l'Armata dei Vosgi, ma queste unità si riunirono all'Armata del Reno il 15 marzo 1793.

### La Canzone della Gloria
Nei primi mesi di combattimenti, le vittorie per la Francia furono poche. Sebbene Custine fosse riuscito a cacciare le autorità ecclesiastiche dal villaggio svizzero di Porrentruy entro il 27 aprile 1792, questa vittoria singolare venne ottenuta in gran parte grazie alle imprese di una rivolta locale, assistita da alcune avanguardie, e fu l'ultima vittoria francese per diverse settimane: in seguito, i confini della Francia vennero assaliti dagli Asburgo e dai loro alleati. A Mons (18– 29 aprile 1792), Tournai (29 aprile 1792), Bavay (17 maggio 1792), Rumegies (19 maggio 1792), Florennes 28 maggio 1792, e La Glisuelle, un villaggio 5 chilometri (3,11 mi) a nord di Maubeuge (11 giugno 1792), gli schermagliatori austriaci sconfissero ripetutamente le forze francesi.
Sebbene l'azione continuò per gran parte della primavera e dell'estate del 1792, lungo tutte le regioni di confine con il Belgio, le città lungo l'Alto Reno, in particolare la città di Strasburgo, si sentivano minacciate dall'invasione delle armate asburgiche che si ammassavano sulla sponda orientale del Reno. Il 25 aprile 1792, Philippe-Frédéric de Dietrich, sindaco di Strasburgo, chiese a un ospite, Claude Joseph Rouget de Lisle, di comporre un brano per radunarsi contro la minaccia degli Asburgo. Quella sera, Rouget de Lisle scrisse lo Chant de guerre pour l'Armée du Rhin (Italiano: "Canto di Guerra per l'Armata del Reno"), e dedicò la canzone al maresciallo Nicolas Luckner, un bavarese al servizio francese. La melodia divenne presto l'appello per la rivoluzione: Allons enfants de la Patrie (Alzatevi, figli della Patria)/Le jour de gloire est arrivé! (Il giorno di gloria è arrivato!). Venne ribattezzata La Marsigliese.

### I successi sotto il comando di Custine
Il governo francese ordinò a Luckner di prendere il comando dell'Armata del Nord e Custine lo sostituì come comandante generale dell'Armata del Reno nella primavera del 1793. Sotto il suo comando esperto, l'armata conquistò diverse posizioni importanti sul Reno, tra cui a Spira, Magonza, Limburgo e Francoforte.

## Riorganizzazione finale
Il 29 dicembre 1794, l'ala sinistra dell'Armata e l'ala destra dell'Armata della Mosella si unirono per formare l'Armata che assediava Magonza. Il resto dell'Armata della Mosella si unì con l'Armata del Reno il 20 aprile, per formare l'Armata del Reno e della Mosella. Quest'armata si unì all'Armata di Sambre-et-Meuse per formare l'Armata di Germania il 29 settembre 1797.

## Battaglie principali
| Data                         | Battaglia                       | Vittoria         | Comandante                                                                        |
| ---------------------------- | ------------------------------- | ---------------- | --------------------------------------------------------------------------------- |
| 28 aprile 1792               | Battaglia di Porrentruy         | Francia          | Custine                                                                           |
| 21 ottobre 1792              | 1ª Magonza                      | Francia          | Custine                                                                           |
| 30 settembre 1792            | Conquista di Spira              | Francia          | Custine                                                                           |
| 21 ottobre 1792              | Conquista di Francoforte        | Francia          | Custine                                                                           |
| 10 novembre 1792             | Limburgo                        | Francia          | Custine, Houchard (comandante dell'avanguardia)                                   |
| 2 dicembre 1792              | Francoforte sul Meno            | Coalizione       | Custine, G.d.B. van Helden (comandante della guarnigione)                         |
| 14 aprile –23 luglio 1793    | 2ª Magonza                      | Coalizione       | Alexandre de Beauharnais                                                          |
| 20 agosto – 23 dicembre 1793 | Landau                          | Francia          | Louis Lazare Hoche (Armata della Mosella) Jean-Charles Pichegru (Armata del Reno) |
| 28–30 novembre 1793          | Kaiserslautern                  | Francia          | Hoche e Pichegru                                                                  |
| 18–22 dicembre 1793          | Fröschwiller                    | Francia          | Hoche e Pichegru                                                                  |
| 26–29 dicembre 1793          | 2ª Wissembourg                  | Francia          | Louis Lazare Hoche                                                                |
| 23 maggio 1794               | 2ª Kaiserslauten                | Prussia/Sassonia | Claude Ignace François Michaud                                                    |
| 23 maggio 1794               | Battaglia di Schifferstadt      | Francia          | Michaud                                                                           |
| 12–13 luglio 1794            | Schänzel                        | Francia          | Laurent de Gouvion-Saint-Cyr                                                      |
| 17–20 settembre 1794         | 3ª Kaiserslautern               | Alleati          | François Ignace Schaal                                                            |
| 25 dicembre 1794             | Battaglia del ponte di Mannheim | Francia          | Martial Vachot                                                                    |

## Ordine di battaglia del 1793
Nella sua storia quinquennale, l'Armata ha avuto diversi Ordini di battaglia. Questo è l'ODB all'inizio della campagna del 1793.

### Ala destra
- Colonna Munnier
  - Guardia Nazionale
    - 1º e 2º Battaglione Haute Saône
    - 2º Battaglione Nièvre
    - 4º Battaglione Vosges
    - 4º Battaglione Seine-et-Oise
    - 3º Battaglione Bas-Rhin
    - 2º Battaglione Puy-de-Dôme
    - 1º, 3º Battaglione Ain
    - 3º Battaglione granatieri de L'Indre-et-Loire
    - 2º Battaglione Rhône-et-Loire

Totale 20 battaglioni

### Centro
- Colonna Custine, posizionata a Magonza.
  - Granatieri (1º, 2º, 3º e 4º Battaglione)
  - 57º Reggimento fanteria (due battaglioni)
  - 62º Reggimento fanteria (un battaglione)
  - 82º Reggimento fanteria (un battaglione)
  - Guardia Nazionale
    - 2º Battaglione Ain
    - 4º Battaglione Haut-Rhin
    - 9º e 10º Battaglione Haute-Saône
    - 4º Battaglione Calvados
    - 10º Battaglione Meurthe
    - 2º Battaglione Républicque
    - 1º Battaglione Chasseurs républicains
    - 3°, 7°, e 8º Battaglione Vosges
    - 5º e 6º Battaglione Bas-Rhin
    - 1º Battaglione Fédérés Nationeaux
    - 2º Battaglione Seine-et-Oise

  - 14º Reggimento cavalleria (3 squadroni)
  - 2° Chasseurs à Cheval (cavalleria leggera) (1 squadrone)
  - 7° Chasseurs à Cheval (4 squadroni)
  - 10° Chasseurs à Cheval (5 squadroni)

Totale 26 battaglioni, 12 squadroni

### Ala sinistra
Posizionata a Bingen.
- - 1ª Brigata fanteria Neuwinger

Brigata Houchard
- -     - 1º Battaglione 7ª Brigata leggera
    - 36º Reggimento fanteria (1 battaglione)
    - 37º Reggimento fanteria (1 battaglione)

Guardia Nazionale
- -     - 4º e 6º Battaglione Jura
    - 2º Battaglione Haute-Rhin
    - 1º Battaglione Sone-et-Loire
    - 1º e 2º Battaglione Vosges

  - 8° Chasseurs à Cheval (4 squadroni)

2ª Brigata Gilot
- - 13º Reggimento fanteria
  - 48º Reggimento fanteria
  - Guardia Nazionale
    - 1º Battaglione Haute-Rhin
    - 1º Battaglione Bas-Rhin
    - 1º Battaglione Correze
    - 3º Battaglione Nievre

### Cavalleria
- Beaurevoir
  - 2° Chasseurs à Cheval (3 squadroni)
  - 2º Reggimento cavalleria (3 squadroni)
  - 3º Reggimento cavalleria (3 squadroni)
  - 9º Reggimento cavalleria (3 squadroni)
  - 11º Reggimento cavalleria (3 squadroni)
  - 12º Reggimento cavalleria (3 squadroni)

Totale 22 squadroni

### Riserve
- - Granatieri (12 compagnie)
  - 6º Fanteria leggera
  - 2º Reggimento fanteria
  - 22º Reggimento carabinieri (3 Squadroni)
  - 16º Reggimento dragoni (3 squadroni)
  - Guardia Nazionale
    - 6º, 10º e 13º Battaglione Vosges
    - 5º Battaglione de l'Eure
    - 6º Battaglione Calvados
    - 12º Battaglione Haute Saône
    - Ussari de la Liberté (sconosciute)
    - Gendarmarie National

Riserve totali 8 battaglioni, 12 squadroni, 2 plotoni

## Comandanti
La stabilità di comando dell'Armata del Reno rifletteva il caos generale dei governi rivoluzionari francesi, specialmente negli anni 1791-1794. Quattro dei generali in servizio in quegli anni vennero ghigliottinati.
| Data                               | Nome |
| ---------------------------------- | --- |
| 14 dicembre 1791 – 6 maggio 1792   | Nicolas Luckner |
| 7 maggio – 20 luglio 1792          | Alexis Magallon de la Morlière (intérim) |
| 21 luglio – 25 dicembre 1792       | Armand Louis de Gontaut (anche chiamato "Biron") * |
| 26 dicembre 1792 –14 marzo 1793,   | Jean Étienne Philibert de Prez de Crassier, intérim e subordinato ad Adam Philippe Custine, che comandò questa e l'Armata della Mosella                                               |
| 15 marzo – 17 maggio 1793          | Custine, anche comandante dell'Armata della Mosella fino al 9 aprile; venne rimosso dal comando di entrambe le armate il 29 luglio 1793, processato e giustiziato nel mese di agosto. |
| 18 maggio – 29 maggio 1793         | Dominique Diettmann, intérim e subordinato a Jean Nicolas Houchard* |
| 30 maggio – 17 agosto 1793         | Alexandre de Beauharnais, provvisoriamente e subordinato a Houchard. |
| 18 agosto – 29 settembre 1793      | Charles Hyacinthe Leclerc de Landremont, intérim al 23 agosto, poi provvisoriamente                                                                                                   |
| 30 settembre – 1 ottobre 1793      | Louis Dominique Munnier (intérim) |
| 2 ottobre – 26 ottobre 1793        | Jean Pascal Raymond Carlenc (provvisorio) |
| 27 ottobre 1793 – 13 gennaio 1794  | Jean-Charles Pichegru, subordinato a Lazare Hoche |
| 14 gennaio 1794 – 10 aprile 1795   | Claude Ignace François Michaud, durante le sue assenze Jean Philippe Raymond Dorsner                                                                                                  |
| 4 dicembre 1794 – 13 febbraio 1795 | Jean-Baptiste Kléber, subordinato all'Armata di Magonza |
| 14 febbraio – 29 aprile 1795       | François Ignace Schaal, subordinato all'Armata di Magonza |
| 11–16 aprile 1795,                 | Kléber (intérim) |
| 17–19 aprile 1795                  | Jean-Charles Pichegru, durante l'assemblaggio delle Armate del Reno e della Mosella                                                                                                   |

## Altre incarnazioni
Un'armata della Restaurazione borbonica portava questo nome. Nel 1815, durante i Cento giorni, il V Corpo d'armata - Armée du Rhin, sotto il comando del generale Jean Rapp, venne confinato vicino a Strasburgo e combatté azioni di detenzione contro i contingenti di russi e austriaci, la più grande delle quali fu la battaglia di La Suffel, combattuta il 28 giugno 1815.
Questo nome venne usato anche per le forze militari francesi inviate in Germania durante l'occupazione della Renania (1919-1930), dopo la prima guerra mondiale.

## Persone collegate
Le persone note per aver servito in quest'Armata includono:
- Il generale Baraguey d'Hilliers
- Il generale Custine
- Antoine Marie Chamans de Lavalette
- Il socialista utopico Charles Fourier (1794–1795)
- Il generale Victor Claude Alexandre Fanneau de Lahorie
- Jean Théophile Victor Leclerc
- Il generale Louis-Théobald Ihler
- Il generale François-Joseph Offenstein
- Il capitano Claude Joseph Rouget de Lisle, autore de La Marsigliese
- Il generale Charles Pichegru
- Alexis Balthazar Henri Schauenburg